# Heinrich Leonhards Skuja
Heinrich Leonhards Skuja (Heinrihs Leonhards Skuja, * 8. September 1892; † 19. Juli 1972) war ein lettischer Phykologe. Sein botanisches Autorenkürzel lautet „Skuja“.

## Leben
Skuja unterrichtete von 1920 bis 1923 Biologie an einer Schule in Riga. Von 1923 bis 1929 studierte er an der Universität Lettlands in Riga und erhielt dort 1929 den Abschluss Mag. rer. nat. Anschließend war er am Rigaer Institut für Pflanzensystematik tätig. 1943 erfolgte seine Promotion zum Doktor der Naturwissenschaften (Dr. rer. nat.). 1944 ging er nach Uppsala. Dort lehrte er von 1947 bis 1961 an der Universität Uppsala.
1958 erhielt er die Ehrendoktorwürde der Universität Uppsala. 1962 erhielt er den Björken Preis.
Die Gattungen Skujaella, Skujaephyconema, Skujamonas und Skujapelta sind nach ihm benannt.

## Veröffentlichungen
- (1926/28): Vorarbeiten zu einer Algenflora von Lettland I–IV. – Acta Horti Botanici Universitatis Latviensis 1–3, Riga. Nachdruck: (Koeltz) Königstein.
- (1932): Beitrag zur Algenflora Lettlands I. Acta Horti Bot Univ Latviensis 7: 25–85, (dspace.lu.lv).
- (1938): Die phylogenetischen Entwicklungsrichtungen bei den Protisten. Acta Biol. Latvica, 8:1–26, (books.google.com).
- (1939): Beitrag zur Algenflora Lettlands II. Acta Horti Bot Univ Latviensis 11/12: 41–169, (dspace.lu.lv).
- (1948): Taxonomie des Phytoplanktons einiger Seen in Uppland, Schweden. 39 Taf. – Symbolae Botanicae Upsalienses. 9, 3: 1–399, Uppsala. Nachdruck: (Koeltz) Königstein, (books.google.com).
- (1956): Taxonomische und biologische Studien über das Phytoplankton schwedischer Binnengewässer. 63 Taf. – Nova Acta Regiae Societatis Scientiarum Upsaliensis Ser. 4, 16, 3: 1–404, Uppsala. Nachdruck: (Koeltz) Königstein, (books.google.com).
- (1964): Grundzüge der Algenflora und Algenvegetation der Fjeldgegenden um Abisko in Schwedisch-Lappland. 69 Taf. – Nova Acta Regiae Societatis Scientiarum Upsaliensis Ser. 4, 18, 3: 1–465, Uppsala. Nachdruck: (Koeltz) Königstein, books.google.com.